# Terrain cérébral

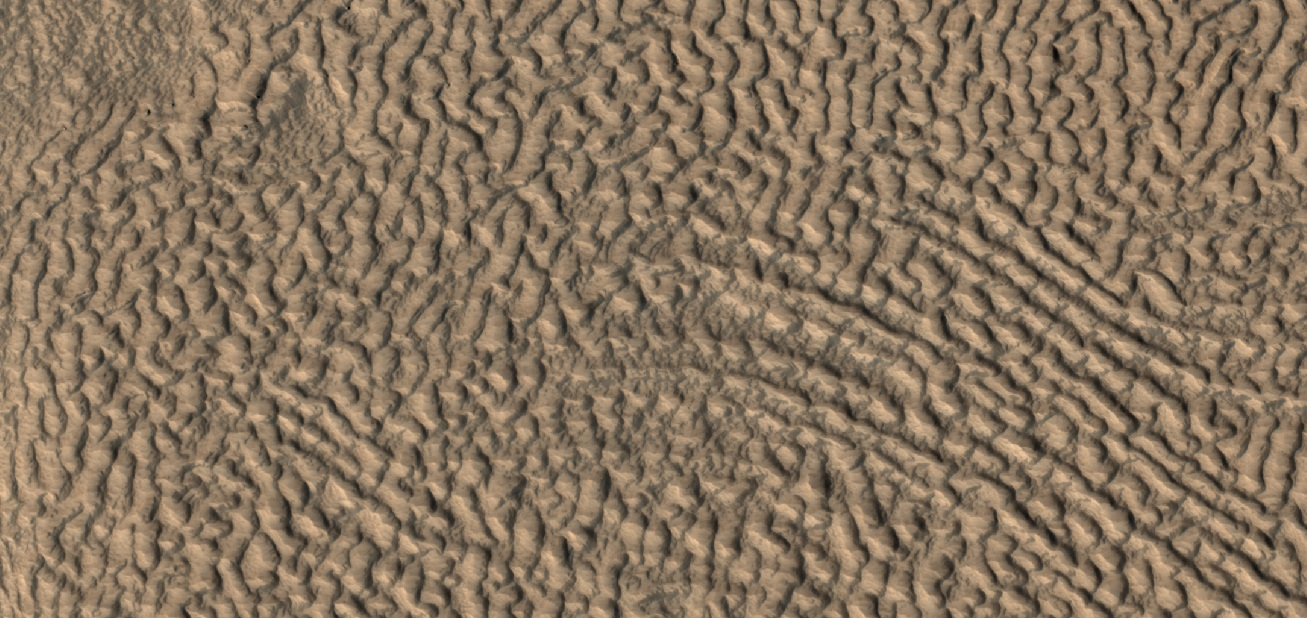
Terrain cérébral dans le quadrangle de Diacria.

Le terrain cérébral (brain terrain ou knobs-brain coral ou encore brain coral terrain en anglais) est une formation identifiée sur Mars consistant en un réseau d'arêtes présent à la surface d'autres structures (lobate debris apron (en), lineated valley fill (en) et concentric crater fill (en)). Son nom fait référence à son aspect, rappelant les motifs à la surface d'un cerveau. Spatialement, il évolue graduellement entre des terrains à cellules ouvertes et fermées, le premier type ayant des cellules à frontières plus marquées que le second. Le passage de terrains à cellules fermées vers leur équivalents à cellules ouvertes peut s'expliquer par la disparition progressive d'un cœur de glace conduisant à l'effondrement des cellules fermées. Les dimensions des cellules fermées et ouvertes obtenues à partir de mesures d'HiRISE sur Utopia Planitia sont respectivement de l'ordre de 10 à 20 mètres et 4 à 6 mètres pour la largeur et 4 à 5 mètres et 2 mètres en élévation des bords.
Cette formation est principalement observée dans l'hémisphère Nord, au niveau de la dichotomie martienne, entre 0 and 70 E de longitude.